# Midori Mikase
Midori Mikase (japanisch 御家瀬緑 Mikase Midori; * 2. Juni 2001 in Sapporo) ist eine japanische Leichtathletin, die sich auf den Sprint spezialisiert hat.

## Sportliche Laufbahn
Erstmals trat Midori Mikase bei den Asienspielen 2018 in der indonesischen Hauptstadt Jakarta international in Erscheinung. Dort belegte sie mit der japanischen 4-mal-100-Meter-Staffel in 44,93 s den fünften Platz. 2022 siegte sie in 11,79 s im 100-Meter-Lauf beim Mikio Oda Memorial Athletics Meet und anschließend verpasste sie bei den Weltmeisterschaften in Eugene mit 43,33 s im Vorlauf mit der Staffel aus. Im Jahr darauf gewann sie bei den Asienmeisterschaften in Bangkok in 43,95 s gemeinsam mit Miu Kurashige, Arisa Kimishima und Remi Tsuruta die Silbermedaille mit der Staffel hinter dem chinesischen Team. 2025 belegte sie bei den Asienmeisterschaften in Gumi in 11,74 s den fünften Platz über 100 Meter.
2019 wurde Mikase japanische Meisterin im 100-Meter-Lauf.

## Persönliche Bestleistungen
- 100 Meter: 11,37 s (+0,6 m/s), 7. Juni 2024 in Sherman Oaks
- Weitsprung: 6,00 m (−0,8 m/s), 24. Juni 2017 in Osaka